# Tandospironă
Tandospirona este un medicament anxiolitic și antidepresiv, fiind utilizat în tratamentul tulburărilor de anxietate și al distimiilor. Calea de administrare disponibilă este cea orală. După administrare orală, poate dura câteva săptămâni până la instalarea efectelor. Mai poate fi utilizat în tratamentul bruxismului. De asemenea, a fost utilizată cu succes ca terapie adjuvantă la pacienții cu schizofrenie.
Este utilizată în unele țări asiatice, precum China și Japonia.